# Ribàssovo
Ribàssovo (en rus: Рыбасово) és un poble (un possiólok) de l'óblast de Rostov, a Rússia, que en el cens del 2010 tenia 531 habitants, pertany al districte de Salsk.